# Clusia imbricata
Clusia imbricata är en tvåhjärtbladig växtart som beskrevs av Julian Alfred Steyermark. Clusia imbricata ingår i släktet Clusia och familjen Clusiaceae. Inga underarter finns listade i Catalogue of Life.